# 20 (szám)
A 20 (húsz) (római számmal: XX)  a 19 és 21 között található természetes szám.

## A matematikában
A tízes számrendszerbeli 20-as a kettes számrendszerben 10100, a nyolcas számrendszerben 24, a tizenhatos számrendszerben 14 alakban írható fel.
A 20 páros szám, összetett szám. Kanonikus alakban a 22 · 51 szorzattal, normálalakban a 2 · 101 szorzattal írható fel. Hat osztója van a természetes számok halmazán, ezek növekvő sorrendben: 1, 2, 4, 5, 10 és 20.
Téglalapszám (4 · 5). Tetraéderszám. Dodekaéderszám.
Erősen bővelkedő szám: osztóinak összege nagyobb, mint bármely nála kisebb pozitív egész szám osztóinak összege. Primitív áltökéletes szám. A legkisebb primitív bővelkedő szám.
Két szám valódiosztóösszeg-függvényeként szerepel, ezek a 34 és a 361.
Tízes számrendszerben Harshad-szám.
A Rubik-kocka kirakásához legfeljebb 20 lépésre van szükség.

## A tudományban
- A periódusos rendszer 20. eleme a kalcium.
- A Messier-katalógus 20. objektuma (M20) a Trifid-köd.

## Egyéb jelentései
- Egy átlagos embernek ennyi ujja van a kezein és a lábain összesen.
- Embernél a tejfogak száma 20.

## A szám a kultúrában
A Húsz könnyű kis darab Weiner Leó zongoraműve.
Húsz óra Sánta Ferenc regénye, amelyből Húsz óra címmel Fábri Zoltán rendezett filmet.
Csorba Győző egy verse a Húsz-harminc.